# Daniel Batista Lima
Daniel Batista Lima – em grego, Ντανιέλ Μπατίστα Λίμα (Mindelo, 9 de setembro de 1964), conhecido apenas como Daniel Batista, é um ex-futebolista e treinador de futebol grego, nascido em Cabo Verde, que atuava como atacante. É atualmente diretor-técnico do Ethnikos Piraeus.

## Carreira em clubes
Nascido na então Província Ultramarina de Cabo Verde, Batista jogou nas categorias de base do Feyenoord entre 1983 e 1986, quando um amigo que era torcedor da equipe de Roterdã o levou para a Grécia, onde jogaria pelo Ethnikos Piraeus. Suas atuações pelo time alviazul chamaram a atenção dos principais times de Atenas; no verão de 1989, o Olympiacos fez uma proposta para o atacante, que optou em assinar com o AEK.
Mesmo atrapalhado por lesões, impressionou em sua primeira temporada pelas Dikéfalos, formando um trio de ataque com Jim Patikas e Georgios Christodoulou, passando a atuar mais recuado com as chegadas de Vasilis Dimitriadis e Alexios Alexandris. Deixou o AEK para jogar no Olympiacos em 1992 e, embora tivesse marcado 16 gols em 78 partidas, não repetiu o desempenho obtido na primeira passagem pelo AEK (39 gols), que o repatriou em 1995. Batista mostrou um papel decisivo na decisão da Copa da Grécia, marcando 2 vezes na vitória sobre o Apollon Smyrnis. Em parceria com Demis Nikolaidis e Christos Kostis, voltaria a vencer a Copa em 1996–97, embora enfrentasse novamente uma série de lesões durante a temporada.
Jogaria mais 2 anos no AEK, pelo qual venceu um Campeonato Grego, 2 Copas, 2 Supercopas e 1 Copa da Liga. Em 1999, assinou com o Aris, onde encerraria a carreira em 2001, aos 36 anos.

## Carreira internacional
Após obter a cidadania grega, Batista estreou pela seleção nacional em outubro de 1994, contra a Finlândia, pelas eliminatórias da Eurocopa de 1996 (onde também marcaria o primeiros de seus 2 gols pelo Navio Pirata), sendo o primeiro atleta negro a jogar uma partida oficial pela Grécia na história. O atacante disputaria outras 13 partidas até 1996, quando atuou contra a Dinamarca pelas eliminatórias da Copa de 1998.

## Pós-aposentadoria
2 anos após deixar os gramados, Batista estreou como treinador no Diagoras, onde permaneceu até 2007. Comandou também Lamia, Nea Ionia, Peramaikos e o time Sub-20 do AEK (2009 a 2013), além de ter sido diretor técnico no Niki Volou por um ano. Em outubro de 2021, voltou ao Ethnikos Piraeus para exercer a mesma função.

## Vida pessoal
Seu tio, Noni Lima, fez toda carreira de jogador e técnico na Grécia, principalmente no Panionios, enquanto seu sobrinho Konstantinos Lima (nascido em 1993, quando Batista defendia o Olympiacos), é também futebolista profissional.

## Títulos
AEK
- Campeonato Grego: 1991–92
- Copa da Grécia: 1995–96, 1996–97
- Supercopa da Grécia: 1989, 1996
- Copa da Liga Grega: 1990
- Pre-Mediterranean Cup: 1991

Olympiacos
- Supercopa da Grécia:1992